# (2)
(2) è un album in studio della cantante britannico-australiana Olivia Newton-John, pubblicato nel 2002.

## Tracce
1. Sunburned Country (with Keith Urban) – 5:37 (Newton-John, Urban)
2. Lift Me Up (with Darren Hayes) – 3:59 (Hayes, Rick Nowels)
3. I'll Come Runnin' (with Tina Arena) – 4:26 (Diane Warren)
4. Tenterfield Saddler (with Peter Allen) – 4:07 (Allen)
5. I Will Be Right Here (with David Campbell) – 4:26 (Warren)
6. I Love You Crazy (with Human Nature) – 3:49 (Brooke McClymont, Robert Parde, Steve Werfel)
7. Bad About You (with Billy Thorpe) – 3:00 (Don Cook, James House, Newton-John)
8. I'm Counting on You (with Johnny O'Keefe) – 2:29 (Alicia Evelyn)
9. Never Far Away (with Richard Marx) – 4:45 (Marx, Jamey Clewer)
10. Happy Day (with Jimmy Little) – 3:55 (Nathan Cavaleri, Don Walker)
11. Act of Faith (with Michael McDonald) – 4:56 (McDonald, Newton-John, Tommy Sims)

- Traccia Bonus

1. Physical (Hidden bonus track; samba version) – 4:16 (Steve Kipner, Terry Shaddick)

- Traccia Bonus - Edizione Giapponese

1. Let It Be Me (with Cliff Richard) – 3:43 (Gilbert Bécaud, Mann Curtis, Pierre Delanoë)